# Campoplex manaliensis
Campoplex manaliensis là một loài tò vò trong họ Ichneumonidae.